# A Fix with Sontarans
Az A Fix with Sontarans a Doctor Who egy speciális mini epizódja, amit a Jim'll Fix It műsorban mutattak be. Benne a Doktort Colin Baker alakítja. A mini epizódot 1985. február 23-án mutatták be.

## Történet
A hatodik Doktor Tardisának a fedélzetén véletlenül teleportálódott Tegan Jovanka (Janet Fielding), és Group Marshal Nathan. Ekkor fel kel venniük a harcot két Szontárral.

### Szereplő jegyzetek
- Eredetileg Nicola Bryan (Peri Brown a sorozatban) lett volna az útitárs
- A fiatal Gareth Jenkins nem ugyanaza Gareth Jenkins, aki a Doctor Who hangjátékokat készítő Big Finish-nél dolgozik, mint hangmérnök, de valójában ő vezeti a Save the Children nevű jótékonysági szervezetet.